# Muidorge
Muidorge és un municipi francès, situat al departament de l'Oise i a la regió dels Alts de França. L'any 2007 tenia 148 habitants.

## Demografia

### Població
El 2007 la població de fet de Muidorge era de 148 persones. Hi havia 50 famílies de les quals 8 eren unipersonals (8 homes vivint sols), 13 parelles sense fills, 25 parelles amb fills i 4 famílies monoparentals amb fills.
La població ha evolucionat segons el següent gràfic:
Habitants censats

### Habitatges
El 2007 hi havia 51 habitatges, 48 eren l'habitatge principal de la família, 1 era una segona residència i 2 estaven desocupats. Tots els 51 habitatges eren cases. Dels 48 habitatges principals, 44 estaven ocupats pels seus propietaris, 3 estaven llogats i ocupats pels llogaters i 1 estava cedit a títol gratuït; 4 tenien tres cambres, 15 en tenien quatre i 29 en tenien cinc o més. 35 habitatges disposaven pel capbaix d'una plaça de pàrquing. A 14 habitatges hi havia un automòbil i a 34 n'hi havia dos o més.

### Piràmide de població
La piràmide de població per edats i sexe el 2009 era:
| Homes | Edats   | Dones |
| ----- | ------- | ----- |
| 0     | 95 o +  | 0     |
| 0     | 90 a 94 | 0     |
| 0     | 85 a 89 | 0     |
| 0     | 80 a 84 | 0     |
| 0     | 75 a 79 | 0     |
| 0     | 70 a 74 | 0     |
| 0     | 65 a 69 | 0     |
| 12    | 60 a 64 | 0     |
| 0     | 55 a 59 | 8     |
| 0     | 50 a 54 | 0     |
| 4     | 45 a 49 | 4     |
| 8     | 40 a 44 | 8     |
| 12    | 35 a 39 | 8     |
| 4     | 30 a 34 | 8     |
| 4     | 25 a 29 | 0     |
| 0     | 20 a 24 | 0     |
| 8     | 15 a 19 | 8     |
| 8     | 10 a 14 | 12    |
| 12    | 5 a 9   | 4     |
| 0     | 0 a 4   | 4     |

## Economia
El 2007 la població en edat de treballar era de 102 persones, 82 eren actives i 20 eren inactives. De les 82 persones actives 75 estaven ocupades (40 homes i 35 dones) i 7 estaven aturades (4 homes i 3 dones). De les 20 persones inactives 5 estaven jubilades, 6 estaven estudiant i 9 estaven classificades com a «altres inactius».
Activitats econòmiques
L'any 2000 a Muidorge hi havia 6 explotacions agrícoles.

## Poblacions més properes
El següent diagrama mostra les poblacions més properes.